# Свобода пересування робочої сили
Свобода переміщення робочої сили — одне з політичних досягнень Європейського союзу. Є складовою політики вільного пересування осіб та однією з чотирьох свобод ЄС (свобода руху товарів, свобода руху послуг, свобода переміщення робочої сили та свобода руху капіталу).
Свобода переміщення робочої сили регулюється статтею 45 TFEU, яка говорить наступне:
| Ліві лапки | 1. Положення цієї статті не застосовуються до зайнятості на державній службі. | Праві лапки |

## Історія
Стаття 69 Паризького договору про заснування Європейського об'єднання вугіля та сталі встановлює право на вільне пересування працівників у цих галузях. Частина 3 Римського договору про створення Європейського економічного співтовариства надає право на вільне пересування робочої сили в рамках Європейського економічного співтовариства. Директива 2004/38/ЕС про право на вільне пересування і проживання об'єднує різні аспекти права на рух в одному документі, замінивши директиву 1968/360/EEC. У ньому також уточнюється процедурні питання, а також закріплюються права членів сім'ї громадян Європейського союзу вристанням свободу пересування.

## Визначення поняття «працівник»
Значення терміна «працівник» визначається законодавством Європейського Союзу.
- Цільове призначення: згідно прецеденту, встановленим Європейським судом, права вільного пересування працівників застосовується незалежно від мети працівника у прийнятті на роботу за кордоном,[8] крім випадків, коли робота надана виключно з метою інтеграції працівника в суспільство.[9]
- Час зобов'язання: право вільного пересування відноситься як до повного, та і до неповного робочого дня, за умови, що робота є ефективною і справжньої[8][10]
- Заробітня платня: заробітня платня є необхідною умовою для професійної діяльності працівника, однак її розмір не впливає на свободу переміщення.[11][12]
- Самозайнятість: у випадку самозайнятості особи, на неї поширюється свобода руху послуг.

## Межі права
Право на вільне пересування у відношенні можливих правових відносин зайнятості укладене в систему законодавчих актів Європейського співтовариства. Чіткі правові рамки свободи переміщення робочої сили були сформованні прецедентами Європейського суду, Європейськими директивами і Європейськими постановами.

## Регулювання

### Дискримінація і доступ до ринку
- Судовий прецедент 379/87 [1989] 3967[16]
- Судові прецеденти 267 & 268/91 [1993] I-6097[17]
- Судовий прецедент 18/95 [1999] I-345[18]

### Виняток для державної служби
- Судовий прецедент 149/79 [1980] 3881
- Судовий прецедент 152/73 [1974] 153

### Директиви і правила
- Директива 68/360[19]
- Судовий прецедент 48/75 [1976] 497
- Судовий прецедент 118/75 [1976] 1185
- Судовий прецедент C-292/89 [1991] I-745
- Постанова 1612/68[20]
- Судовий прецедент C-207/78 [1979] 2019
- Судовий прецедент C-267/83 [1985] 567
- Судовий прецедент C-370/90 [1991]I-4265

### Соціальні гарантії
- Судовий прецедент 293/83 [1985] 593
- Судовий прецедент C-85/96 [1998] I-2691
- Судовий прецедент C-184/99 '[2001] I-6193

## Перехідні положення в нових державах-членах
В Договорі про приєднання (2003) та Договорі про приєднання (2005) є положення про перехідний період для працівників з нових держав-членів Європейського союзу. Вони мають право вільно переміщуватись в рамках свободи переміщення робочої сили. При цьому старі держави-члени ЄС мають право накладати відтермінувати дію цього права для працівників з нових країн-членів на 2 роки з правом продовження ще на 3 роки. За наявності серйозних доказів руйнівного впливу новоприбулих працівників на економіку країни-члена відтермінування може бути продовжене ще на 2 роки, цього разу востаннє.
Громадяни держав-членів Європейського економічного співтовариства також мають право на вільне переміщення робочої сили. Крім того, Європейський союз та Швейцарія уклали двосторонню угоду з тим же значенням. Відповідно до цієї угоди Швейцарія має право встановлювати відтермінування до Угоди про приєднання.